# مرغ بهشت بزرگ
مرغ بهشت بزرگ (نام علمی: Paradisaea apoda) نام یک گونه از سرده مرغ‌بهشتیان است.